# Воскресенская церковь (Писцово)
Храм Воскресения Христова  — разрушающаяся недействующая православная церковь в селе Писцово Комсомольского района Ивановской области.

## Описание
Церковь каменная, с каменной колокольней и оградой, построена в 1748 году. Каменная трёхпрестольная церковь в стиле нарышкинского барокко. Приделы Иакова Алфеева и Пятницкий. В первой половине XIX в. построена колокольня в классическом стиле..
Наружный вид храма четырохугольный с восьмиугольным куполом, кресты на храме и приделах были обиты железом, с железными же цепями, — восьмиконечные. Кирпичные стены, оштукатуренные по фасадам в XIX веке, первоначально покрывал тонкий слой известковой обмазки.
В ограде Воскресенской церкви располагалось кладбище. За алтарем хоронили священнослужителей и почетных граждан села, а за колокольней — остальных прихожан из Писцова и деревень приписанных к Воскресенской церкви.

### Советский период
В августе 1929 года ещё проходили крестные ходы от Воскресенского храма вокруг улиц Зарека и из Троицкого храма в Воскресенский храм с иконой Божией Матери. В 1930-е годы часть проемов в храме была расширена, пробиты своды, устроены новые перегородки, сняты луковицы глав. До конца 1980-х годов под крышей четверика, с южной стороны, сохранялся фрагмент надписи «Христос Воскресе».
В ноябре 1930 года на территории храма и в самом храме разместилась районная машинно-тракторная станция (МТС, в дальнейшем РТС, «Сельхозтехника»). В центральной части храма производился ремонт тракторов, в приделах размещались подсобные цеха, в алтаре был цех по обкатке двигателей. В часовне у ворот храма была диспетчерская. В каменной палатке, находящейся с восточной стороны между колокольней и храмом, размещалась кузница. «Сельхозтехника» в храме просуществовала до 1969 года. До 1980 года в храме были складские помещения «Сельхозтехники».